# Pont aval
Pont aval (česky Most po proudu) je betonový most přes řeku Seinu v Paříži. Je posledním mostem ve městě po proudu řeky. Nachází se na jihozápadní hranici města, u hranic s městy Issy-les-Moulineaux a Boulogne-Billancourt. Spojuje 15. obvod na levém břehu a 16. obvod na pravém břehu.
Pont aval je silniční most sloužící automobilové dopravě a je součástí městského obchvatu boulevard périphérique. Se svými 312,5 metry je nejdelším mostem  přes Seinu a druhým nejdelším v Paříži (po Massénově mostu). Je široký 34,6 metrů (silnice 28 metrů, chodníky 2,6 metru a zbytek středový pás). Byl vystavěn v letech 1964–1968.
Most nemá žádné oficiální jméno. Označení aval (po proudu) získal z praktického důvodu pro potřeby dopravy a pro odlišení s Pont amont (Most proti proudu), který je rovněž součástí městského obchvatu.